# Günther német ellenkirály
Schwarzburgi Günther (németül: Günther von Schwarzburg), (1304 – 1349. június 14.), német ellenkirály 1349-ben.

## Élete

### Ifjúkora
Günther Schwarzburg grófjainak leszármazottjaként és VII. Henrik blankenburgi gróf legkisebb fiaként született.
Günther katonaként tüntette ki magát. Olyan jó szolgálatot tett IV. Lajos császárnak, hogy őt tette meg utódjává a német királyi trónon.

### Megválasztása
1349. január 30-án a brandenburgi őrgróf, a mainzi érsek, a szász-lauenburgi herceg és a rajnai palotagróf választotta meg Frankfurtban. Február 6-án megkoronázták. A négy Wittelsbach választófejedelem szemben állt Luxemburgi Károllyal, aki IV. Lajost követte a császári trónon.

### Uralkodása
Támogatói azonban hamarosan cserbenhagyták: a palotagróf, akinek leányát Károly feleségül vette, valamint a bajor hercegek pártot váltottak, saját rokonai pénzért elárulták.  Günther ennek ellenére harccal akarta megvédeni királyságát, ám csapatai egy részét II. Eberhard württembergi gróf megverte, mire a másik fele szétszéledt.
Az egyetlen ember, akitől még segítséget remélhetett volna, Lajos brandenburgi őrgróf, a néhai IV. Lajos császár fia. Ő azonban a Brandenburgban 1320-ig uralkodó dinasztia utolsó tagja nevében fellépő ál-Valdemár elleni küzdelemmel volt elfoglalva.

### Lemondása, halála
Az egyébként is komoly gondokkal küzdő Günther ekkor súlyosan megbetegedett, és még ez év májusában 20 000 márka ezüst fejében lemondott királyságáról. Három héttel később halt meg Frankfurtban és a városi katedrálisba temették, ahol 1352-ben mellszobrot állítottak neki.

## Gyermekei
Günther 1331. szeptember 9-én vette feleségül Erzsébetet (? – 1380. április 4.), IV. Henrik honstein–klettenbergi gróf leányát, aki 5 gyermeket szült férjének:
1. Henrik[4] (1339 – 1357 novembere)
2. Zsófia[4] (? – 1392)
3. Erzsébet[4] (? – 1380), Ilm-i apáca
4. Ágnes[4] (? – 1399. április 13.)
5. Mathilda[4] (? – 1381. június 26.)